# Hitlerjunge Salomon
Hitlerjunge Salomon (internationaler Titel: Europa Europa) ist ein deutsch-polnisch-französischer Spielfilm von Agnieszka Holland aus dem Jahr 1990. Der Film erzählt das Leben des Juden Sally Perel, der als Mitglied der Hitlerjugend die Zeit des Nationalsozialismus in Deutschland überlebte. Als Vorlage diente die Autobiografie Perels, die 1992 erstmals in deutscher Sprache unter dem Titel Ich war Hitlerjunge Salomon erschien.

## Handlung
Salomon – genannt „Sally“ – Perel wird 1925 als Sohn eines jüdischen Schuhverkäufers in Peine geboren. Seine Eltern stammten aus Polen. Zunächst wächst er mit seinen Geschwistern Isaak, David und Bertha in guten Verhältnissen auf. Mit der Machtübernahme der Nationalsozialisten 1933 wird die Familie Opfer von Pogromen und Diskriminierung, so dass sich die Eltern entschließen, nach Łódź zurückzukehren. Doch als die deutsche Armee am 1. September 1939 Polen überfällt, gibt es auch dort keine Sicherheit mehr. Sallys Eltern schicken den Jungen und seinen Bruder Isaak in Richtung Sowjetunion und hoffen, dass die Brüder dort in Sicherheit gebracht werden können. Auf der Flucht werden Sally und Isaak jedoch getrennt, und Sally landet in einem Waisenhaus in Grodno.
Schnell arrangiert sich der Junge mit der neuen Situation, lernt Russisch und verbringt die Tage mit den anderen Kindern und Jugendlichen. Den Kontakt zu seinen Eltern hält er nur per Brief und erfährt im Laufe der Zeit unter anderem, dass Łódź in „Litzmannstadt“ umbenannt und dort ein Ghetto errichtet wurde. Der scheinbare Frieden endet mit dem deutschen Angriff auf die Sowjetunion, und Sally begibt sich wieder auf die Flucht. Schon nach kurzer Zeit wird er mit einer anderen Gruppe Flüchtlinge aufgegriffen. Als die Soldaten bei einer Ausweiskontrolle merken, dass er fließend Deutsch spricht, gibt er sich als Volksdeutscher aus und behauptet, er heiße Josef Peters. Die Soldaten nehmen ihn daraufhin bei sich auf. Schnell wird er sehr beliebt und arbeitet als Dolmetscher, da er fließend Russisch spricht.
Auch bei den Offizieren ist „Jupp“, wie er fortan genannt wird, beliebt, und ein Hauptmann nimmt sich schließlich seiner an, um den vermeintlich Heimatlosen zu adoptieren. Doch als der homosexuelle Soldat Robert, mit dem Sally sich angefreundet hat und der seine geheime Herkunft kennt, vor seinen Augen erschossen wird, verlässt ihn der Mut: Er beschließt, Unterschlupf bei der sowjetischen Armee zu suchen, und nimmt über ein Feldtelefon Kontakt mit den Soldaten auf. Als er jedoch eine Brücke überquert und die Soldaten ihn empfangen wollen, tauchen die Wehrmachtsoldaten seiner Einheit hinter ihm auf und nehmen die sowjetischen Soldaten gefangen. Sally wird zum Helden des Tages, da er vermeintlich die Stellung der Gegner alleine gestürmt und so außerordentlichen Mut bewiesen hat.
Sally wird nach Braunschweig geschickt, um dort eine Adolf-Hitler-Schule (real die Akademie für Jugendführung) zu besuchen. Während der Zugreise, auf der er von Rosemarie, einer Nationalsozialistin mittleren Alters, begleitet wird, kommt es zwischen den beiden zum Geschlechtsverkehr. Rosemarie sieht in „Jupp“ den Führer, bemerkt jedoch nicht, dass er beschnitten ist. Er schafft es weiterhin, seine Rolle zu spielen, und freundet sich mit einigen anderen Jungen an. Außerdem verliebt er sich in Leni, die eine fanatische Anhängerin der nationalsozialistischen Ideologie ist. Sie ist ihm nicht abgeneigt, hat jedoch kein Verständnis dafür, dass er (aus Angst, durch seine Beschneidung als Jude enttarnt zu werden) nicht mit ihr schlafen will.
Sally geht zwischenzeitlich nach Łódź, um sich dort auf die Suche nach seiner Familie zu machen, kehrt aber bald erfolglos nach Braunschweig zurück. Leni, die inzwischen von seinem Zimmergenossen Gerd geschwängert worden ist, reißt schließlich von zu Hause aus, um ihren „Pflichten als deutsche Frau“ nachzukommen und ihr Kind in ein Lebensborn-Heim zu geben. Als Sally sie noch einmal besuchen will, kommt er mit ihrer Mutter ins Gespräch, die bereits vermutete, dass er Jude sei. Sally bestätigt ihren Verdacht und ist erleichtert, dass er endlich mit jemandem über seine wahre Identität sprechen kann.
Gegen Ende des Krieges im Volkssturm eingesetzt, flieht Sally während eines Gefechts und ergibt sich sowjetischen Soldaten. In der Gefangenschaft trifft er seinen Bruder Isaak wieder, der zwar gesundheitlich angeschlagen, aber am Leben ist. Isaak und David sind die einzigen überlebenden Verwandten von Salomon, da seine Eltern und seine Schwester Bertha im Holocaust ermordet wurden.

## Produktionsgeschichte
Die von Artur Brauner, selbst jüdischer Abstammung und Holocaust-Überlebender, produzierte Verfilmung des autobiografischen Stoffes verzögerte sich aus finanziellen Gründen um sieben Jahre. Der ursprünglich für die Hauptrolle vorgesehene Schauspieler René Hofschneider war dadurch für eine altersgemäße Besetzung zu alt geworden, weshalb 1989 sein neun Jahre jüngerer Bruder Marco Hofschneider die Rolle übernahm. René Hofschneider spielte stattdessen den älteren Bruder von Hitlerjunge Salomon, Isaak Perel.

## Kritiken und Rezeption
Der Film wurde in Deutschland unterschiedlich aufgenommen, während er in anderen westlichen Ländern überwiegend positiv rezensiert wurde. Der Tenor der deutschen Kritik war, dass ein sehr interessanter Stoff und eine gelungene Drehbuchadaption inszenatorisch und schauspielerisch schwach umgesetzt worden seien. Die Redaktion des Lexikons des internationalen Films urteilte etwa: „Inszenatorisch und schauspielerisch schwache Verfilmung authentischer Erlebnisse, die nur wegen ihres Themas Interesse verdient.“ Teilweise wurde jedoch auch das gesamte Konzept verrissen. So schrieb die Süddeutsche Zeitung, der Film erzähle keine Tragödie, sondern vermische „Comic und Agitation zum Agitpop“. Auf Grundlage von insgesamt 21 Kritiken professioneller englischsprachiger Filmkritiker weist der Film in der Filmkritik-Sammlung Rotten Tomatoes im Jahr 2023 zu 95 Prozent positive Kritiken auf.
Für einen internationalen Skandal sorgte, dass german films, das jährlich die Wahl des deutschen Filmvorschlags für den Oscar für den besten fremdsprachigen Film organisiert, das Werk nicht nominierte, obwohl es aufgrund seiner Popularität in den USA und spätestens nach dem Gewinn des Golden Globe als Favorit gegolten hatte. Produzent Brauner und die Regisseurin Holland beklagten daraufhin öffentlich eine „deutsche Arroganz gegenüber jüdischen Themen“ und eine latente Fremdenfeindlichkeit; in den USA werde das laut dem Nachrichtenmagazin Der Spiegel mit Antisemitismus übersetzt. Einer der führenden amerikanischen Filmkritiker, Roger Ebert, sah 1992 eine Oscarnominierung in einer anderen Kategorie als „Zurechtweisung“ des deutschen Oscarkomitees durch die Oscarjury.

## Auszeichnungen und Nominierungen
Der Film wurde 1991 vom National Board of Review Award und 1992 mit dem Golden Globe als bester fremdsprachiger Film ausgezeichnet. Ebenso 1992 war er in der Kategorie Bestes adaptiertes Drehbuch für einen Oscar nominiert. Daneben erhielt der Film besonders in den USA diverse bedeutende Kritikerpreise, darunter den New York Film Critics Circle Award sowie den Preis der Boston Film Critics Society.